# Passer flaveolus
Passer flaveolus е вид птица от семейство Врабчови (Passeridae).

## Разпространение
Видът е разпространен във Виетнам, Камбоджа, Лаос, Малайзия, Мианмар и Тайланд.